# الرد الأمثل
ضمن نظرية الألعاب، الرد الأمثل (بالإنجليزية: Best response)‏ لأحد اللاعبين على الاستراتيجيات التي اختارها البقية هو إستراتيجية (أو استراتيجيات) تحقق للّاعب أفضل كسب ممكن. يمثل الرد الأمثل على شكل تابع يعيد أفضل ما يمكن للاعب أن يفعله تحت مختلف القرارات التي يتخذها البقية. حين يلعب كل المشاركين في لعبة الاستراتيجيات التي تمليها عليهم توابع الردود المثلى، تصل اللعبة إلى توازن ناش.